# 2MASS J15450901+3555271
2MASS J15450901+3555271 ist ein astronomisches Objekt der Spektralklasse L7.5 im Sternbild Nördliche Krone. Es wurde 2006 von Kuenley Chiu et al. entdeckt.